# Blue (álbum de iamamiwhoami)
Blue (estilizado como BLUE) é o terceiro álbum de estúdio do projeto audiovisual iamamiwhoami, liderado pela cantora e compositora sueca Jonna Lee. Anunciado em 8 de julho de 2014 através de um clipe no YouTube, foi lançado como um álbum no dia 7 de novembro de 2014. O álbum teve produção musical de Claes Björklund.
O álbum também é audiovisual. Foram produzidos vídeos para cada faixa, assim como ocorreu nos anteriores bounty e kin. Em fevereiro de 2015, os vídeos foram lançados como um filme, junto a uma faixa-bônus chamada Dive.

## Lançamento
Anunciado no dia 8 de julho de 2014 através de um videoclipe no YouTube, o álbum entrou em pré-venda no mesmo dia através do site da gravadora To whom it may concern. Após o lançamento oficial no dia 7 de novembro, no dia 10 do mesmo mês as versões em CD e LP do álbum se tornaram disponíveis no site oficial da gravadora, além de uma versão digital exclusiva em forma de website chamada "Blue Island", com diversos interlúdios e uma faixa bônus exclusiva intitulada "Dive".

## Produção
Seguindo as mesmas linhas dos trabalhos anteriores, bounty e kin, BLUE é um álbum audiovisual. Ao longo do ano de 2014, foram lançadas as faixas do álbum com seus respectivos vídeos, sendo "fountain" o primeiro a ser liberado pelo canal no YouTube do projeto, em janeiro. O vídeo, cuja ambientação tem como principal cenário o mar, causou especulações de fãs sobre ser ou não uma continuação dos vídeos de kin, lançados em 2012, e se este seria o primeiro de novos vídeos que formariam um álbum. O vídeo, assim como os subsequentes, foi dirigido por uma equipe chamada WAVE, formada por Jonna Lee, John Strandh e Agustín Moreaux. Os vídeos seguintes: "hunting for pearls", lançado em 26 de fevereiro, e "vista", no dia 28 de abril precederam um período de quase quatro meses sem lançamentos, tempo no qual não se sabia qual seria o futuro do projeto, até o dia 8 de julho, quando foi anunciado o álbum BLUE. Os três primeiros vídeos continham, no final, o nome "Generate", que corresponde a um projeto da gravadora para arrecadação financeira de modo a viabilizar a produção dos vídeos do álbum.
Em 4 de agosto, foi liberado o videoclipe de "tap your glass". O quarto vídeo da série foi o primeiro a, no final, trazer o título do álbum, BLUE, ao contrário de Generate. A música "blue blue", cujos trechos já puderam ser ouvidos no trailer do álbum, foi oficialmente lançada, junto ao videoclipe, em setembro. As faixas "thin" e "chasing kites" tiveram seus vídeos lançados simultaneamente, no dia 2 de outubro. No dia 18 de novembro, após o lançamento oficial do álbum, foi divulgado o vídeo "ripple". Pouco depois, a faixa "the last dancer" ganhou seu próprio vídeo, seguido de "shadowshow", versão de estúdio da música final de "in concert", cujo vídeo foi lançado no dia 22 de dezembro de 2014.

## Concert in BLUE
Em março de 2015, iamamiwhoami anunciou que haveria uma apresentação ao vivo transmitida via streaming, sendo voltada ao público apenas través desse meio, chamada Concert in BLUE. O show foi composto por todas as faixas de BLUE e algumas de bounty e kin, além de uma nova música "the deadlock", e em outubro do mesmo ano o vídeo da apresentação foi disponibilizado na íntegra. É a segunda performance nesse estilo do projeto, que realizou em 2010, o "in concert" gravado em meio às florestas na Suécia.

## Recepção da crítica
| Críticas profissionais       | Críticas profissionais |
| Pontuações agregadas         | Pontuações agregadas   |
| Fonte                        | Avaliação              |
| ---------------------------- | ---------------------- |
| Metacritic                   | 73/100                 |
| Avaliações da crítica        |                        |
| Fonte                        | Avaliação              |
| AllMusic                     | [ 24 ]                 |
| DIY                          | [ 25 ]                 |
| Loud and Quiet               | 5/10                   |
| musicOMH                     | [ 27 ]                 |
| NME                          | 7/10                   |
| Nothing but Hope and Passion | 3.1/5                  |
| Pitchfork Media              | 6.1/10.0               |
| PopMatters                   | 8/10                   |
| Uncut                        | 6/10                   |

O site Metacritic deu ao álbum uma média de 73 pontos, numa escala que vai até 100, baseada em 10 resenhas de críticos especializados, o que indica que as críticas foram "geralmente favoráveis". Evan Sawdey, da revista online PopMatters, afirmou que o álbum "não é apenas um dos lançamentos mais satisfatórios da discografia do projeto, é também um dos melhores álbuns do ano". Heather Phares, do AllMusic, analisou o álbum e considerou o trabalho mais balanceado de Jonna e Claes, numa certa "jornada até águas distantes para o duo", escreveu. Leonie Cooper, do NME escreveu: "às vezes, parece que Lee tomou uma overdose da trilha sonora de Drive. No entanto, a sensibilidade supera um clichê dos anos 80". Alex Jeffery, do site MusicOMH.com, afirmou que "enquanto as paisagens sonoras de eletropop em Blue são dificilmente um grande avanço, se comparado a seus dois primeiros projetos, há verdadeiramente majestosos momentos emocionais para saborear". Já El Hunt, do DIY, afirma que as explorações aquáticas de BLUE podem trazer uma nova faceta intrigante para o projeto, "mas pode muito bem vir à custa do temível impacto que lançamentos anteriores causaram".
Sasha Geffen, do Pitchfork Media, afirma que o álbum "coloca [Jonna Lee] num espaço em que ela está bastante segura", descrevendo a canção "thin" como "um raro momento intrigante em um álbum que é generoso em sua beleza, deixando pouco a se perguntar, como um céu que nunca chove". Miriam Wallbaum, do Nothing but Hope and Passion afirmou que o álbum é um "total trabalho elaborado de arte, com fortes vídeos e melodias harmoniosas", mas atenta que "a música não funciona por si só. Sem os vídeos, o álbum é apenas mais um trabalho pop genérico". Chris Watkeys, do Loud and Quiet, afirmou o quanto o "aspecto visual do projeto é soberbamente expressivo que se sente grosseiro para denunciar algo tão corajoso, ambicioso e visualmente atraente, mas a música precisa de se levantar por si mesma, e só ocasionalmente faz isso". Na revista Uncut, Graeme Thomson sentiu que entre o primeiro lançamento de iamamiwhoami e BLUE, o projeto teria perdido sua capacidade de surpreender: "Despojado do elemento visual, o que resta aqui é o sintetizador nórdico cintilante, edificante e acessível, mas cada vez mais convencional", afirma.

## Faixas
Todas as faixas foram escritas por Jonna Lee e Claes Björklund.
| Versão Standard |                      |         |  |
| N.º             | Título               | Duração |  |
| 1.              | "fountain"           | 6:01    |  |
| 2.              | "hunting for pearls" | 5:17    |  |
| 3.              | "vista"              | 5:04    |  |
| 4.              | "tap your glass"     | 5:15    |  |
| 5.              | "blue blue"          | 5:28    |  |
| 6.              | "thin"               | 5:33    |  |
| 7.              | "chasing kites"      | 5:12    |  |
| 8.              | "ripple"             | 3:36    |  |
| 9.              | "the last dancer"    | 4:48    |  |
| 10.             | "shadowshow"         | 5:25    |  |

| Blue Island |                      |         |  |
| N.º         | Título               | Duração |  |
| 1.          | "Wave"               | 0:39    |  |
| 2.          | "Fountain"           | 6:00    |  |
| 3.          | "Hunting for Pearls" | 5:16    |  |
| 4.          | "Pearl"              | 0:59    |  |
| 5.          | "Vista"              | 5:04    |  |
| 6.          | "Melter"             | 0:27    |  |
| 7.          | "Tap Your Glass"     | 5:14    |  |
| 8.          | "Afloat"             | 0:31    |  |
| 9.          | "Blue Blue"          | 5:27    |  |
| 10.         | "Thin"               | 5:33    |  |
| 11.         | "Air"                | 0:17    |  |
| 12.         | "Chasing Kites"      | 5:11    |  |
| 13.         | "Ripple"             | 3:35    |  |
| 14.         | "Arrival"            | 1:24    |  |
| 15.         | "The Last Dancer"    | 4:47    |  |
| 16.         | "Shadowshow"         | 5:24    |  |
| 17.         | "Dive"               | 4:29    |  |